# آموس إف. شو
آموس إف. شو هو سياسي أمريكي، ولد في 14 يناير 1839 في نيوهامبشير في الولايات المتحدة، وتوفي في 16 مايو 1898 في فانكوفر في الولايات المتحدة. نشط حزبياً في الحزب الجمهوري. وقد انتخب عضو مجلس نواب واشنطن ‏.